# Kakara Ini

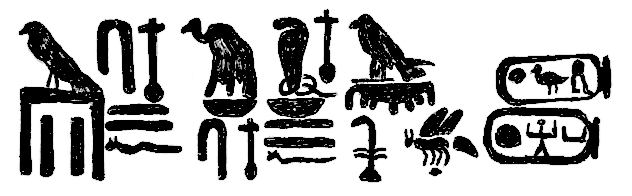
Dibujo de una inscripción con la titulatura real completa de Kakara Ini.

Kakara Ini, Qakare Ini, Antef, Intef o An(jotef) (Hor Senefertuaf) fue un antiguo gobernante egipcio o nubio que probablemente reinó (... – c. 1990 a. C.) a finales de la dinastía XI y principios de la dinastía XII sobre la Baja Nubia. Aunque es el gobernante nubio mejor atestiguado de este período de tiempo, no se sabe nada de sus actividades.

## Atestaciones
Kakare Ini es el mejor atestiguado de una serie de gobernantes nubios contemporáneos como Segerseni o Ibjenetra. De hecho, su titulatura real faraónica completa es conocida gracias a 16 inscripciones en la roca encontradas en Umbarakab, Mudenejar, Guthnis, Taifa, Abu Simbel y Toshka, todas en la Baja Nubia. Estas inscripciones registran la titulatura de Kakara Ini, a veces solo en un cartucho, y sin más detalles. En el caso de la inscripción de Toshka, el nombre de Kakara Ini está inscrito junto al de Ibjenetra. Sin embargo, el egiptólogo Darrell Baker propuso que pudiera deberse a la falta de espacio en la roca en lugar de señalar una conexión entre los dos gobernantes. Por tanto, las relaciones entre Kakara Ini y los otros dos gobernantes nubios de la época, siguen siendo desconocidas.
Además, Kakara Ini no está atestiguado en ninguna lista de reyes egipcios.

## Nombre
El nombre personal de Kakara es Ini, aunque en la literatura a veces se le llama Intef o Initef. Curiosamente, el epíteto hijo de Ra se coloca dentro del cartucho, quedando su nombre Sa-Ra-Ini.

## Datación
Kakara Ini pudo haber sido un pretendiente al trono egipcio con sede en la Baja Nubia, durante el período políticamente turbulento que abarca el reinado de Mentuhotep IV de la dinastía XI y el reinado temprano de Amenemhat I de la dinastía XII. De hecho, ambos gobernantes parecen haber tenido problemas para ser universalmente reconocidos como faraones legítimos. Como Nubia se había independizado de Egipto durante el Primer Período Intermedio, es posible que Kakara Ini haya sido uno de los últimos jefes nubios en contener el regreso de los egipcios a principios de la dinastía XII.
El egiptólogo húngaro László Török sugirió una datación mucho más reciente para Kakara Ini (así como para los otros dos gobernantes mencionados anteriormente), algún tiempo después del reinado del faraón Neferhotep I de la dinastía XIII, 
durante el Segundo Período Intermedio, entre 1730 Y 1650 a. C. Esta hipótesis es rechazada por Darrell Baker y el arqueólogo checo Zbyněk Žába, quienes creen que Kakara Ini vivió simultáneamente con el final de la dinastía XI a fines del siglo XX a. C.